# Timbío
Timbío é um município da Colômbia, localizado no departamento de Cauca.